# 健栄製薬
健栄製薬株式会社（けんえいせいやく、Kenei Pharmaceutical Co.,Ltd.）は、大阪府大阪市中央区伏見町二丁目に本社を置く製薬会社である。

## 会社概要
1946年に創業した局方品メーカーの五康株式会社に、吉村商店（吉村薬品）・小倉薬品・大石薬品・梁井一心堂・大黒南海堂・若狭薬品・吉松一心堂など九州の有力卸が中心となって出資し、健栄製薬株式会社として設立される。
日本薬局方収載医薬品（いわゆる局方品）を販売する製薬メーカーの中では、医療用医薬品およびOTC医薬品市場のいずれにおいても高いシェアを有するトップメーカーであり、特にOTC医薬品市場における局方品のシェアは圧倒的で、99％超の市場占有率となっている。
処方箋医薬品の分野では、グリセリン浣腸剤「ケンエーG浣腸液50％」は、日本の過半の医療機関に供給されており、このカテゴリーにおいてNo.1のブランドである。また、設立当初より消毒薬の分野にも強く「消毒用エタノール」は、日本の市場占有率で1位を持つとともに、医療機関向けの主要な消毒薬をフルラインで販売している。
感染症対策の情報提供にも注力しており、アメリカ公衆衛生週報（CDC-MMWR）やイギリス公衆衛生週報（HPA-HPR）の情報発信、および医療従事者を対象とした『医療関連感染対策セミナー』の開催なども日本各地で継続的に行い、医師・薬剤師・看護師など、医療従事者から大きな信頼を得ており、医療用医薬品の分野においても、消毒薬の市場占有率はトップクラスである。
一方、OTC医薬品の分野では2006年9月に発売した、水を使わない新しい手洗い習慣「手ピカジェル」および2013年に発売した、水素添加法により白色ワセリンの夾雑物を除去した「ベビーワセリン」をはじめ、「消毒用エタノール」「ケンエー・浣腸」「白色ワセリン」など、日本の市場占有率トップの製品を数多く有している。また「うがい薬」の生産量は圧倒的No.1である。便秘症に対し99.9%以上の医師が、第一選択薬として処方する安全性の高い酸化マグネシウム錠を、OTC分野において初めてTVCMを行い、発売した。
手指のアルコール消毒液の国内シェアは非常に高く、一般消費者向けでおおむね9割程度、医療機関向けで5割弱の市場シェアとなっている。
前会長が京都薬科大学の理事長を3期9年間務めていたこともあり、薬学会との関係は深く、大手新薬メーカーへの製品供給も幅広く行っている。
2009年まで35年連続増収を達成しており、直近44年間、ほぼ一貫して売上を伸ばしており、近年は毎年10%伸長しており、堅実に会社規模を拡大している。
2020年4月、新型コロナウイルス対策として電話の受付時間を変更するとともに、エタノールに関する情報発信を行っている。
2022年10月、これまで明治とMeiji Seika ファルマから販売され、健栄製薬が製造を担当した「明治うがい薬」の販売権を明治から譲り受け、「健栄うがい薬」の名称で自社製品として販売する。

## CM出演者

### 現在の出演者
ヒルマイルド
- 永瀬廉（King & Prince）

手ピカジェル
- 永瀬廉（King & Prince）
- 道枝駿佑（なにわ男子）

ベビーワセリンリップ
- 佐久間大介
- 猪狩蒼弥

健栄うがい薬
- 道枝駿佑（なにわ男子）

酸化マグネシウムE便秘薬
- 菊川怜

### 過去の出演者
手ピカジェル
- 矢島晶子（アライグマの声とナレーションを2役務める）
- 下條アトム（ナレーション出演）
- タカアンドトシ
- Dream
- ナタリー・エモンズ

キッチンパンチ
- 高野人母美

ベビーワセリンリップ
- 中丸雄一（KAT-TUN）

## 提供番組
- 人生の楽園（テレビ朝日系）
- 相葉マナブ（テレビ朝日系）
- ポツンと一軒家（テレビ朝日系）
- 坂上＆指原のつぶれない店（TBS系）
- ザ!世界仰天ニュース（日本テレビ系）
- ナニコレ珍百景（テレビ朝日系）
- ヒルナンデス!（日本テレビ系）
- サンデーLIVE!!（テレビ朝日系）
- 名医とつながる!たけしの家庭の医学（テレビ朝日系）
- サワコの朝（TBS系）
- ひるおび!（TBS系）
- めざましテレビ（フジテレビ系）
- 情報プレゼンター とくダネ!（フジテレビ系）木曜9時台後半
- 奇跡体験!アンビリバボー（フジテレビ系)
- 林修の今でしょ!講座（テレビ朝日系）
- 嵐にしやがれ（日本テレビ系）
- SMAP×SMAP（フジテレビ系）
- カスペ!（フジテレビ系）
- 1億人の大質問!?笑ってコラえて!（日本テレビ系）
- 報道ステーション（テレビ朝日系）
- 秘密のケンミンSHOW（日本テレビ系）
- ミュージックステーション（テレビ朝日系）
- ぐるぐるナインティナイン（日本テレビ系）
- ちびまる子ちゃん（フジテレビ系）
- ロンドンハーツ（テレビ朝日系）
- ネプリーグ（フジテレビ系）
- 名探偵コナン（日本テレビ系）
- J-WAVE平日10時・15時時報CM（2021年6月 - 2022年9月）[6]